# Impatiens volatianae
Impatiens volatianae är en balsaminväxtart som beskrevs av Fischer och Raheliv. Impatiens volatianae ingår i släktet balsaminer, och familjen balsaminväxter. Inga underarter finns listade i Catalogue of Life.